# Рзазаде, Алиаббас Хафиз оглы
Алиаббас Хафиз оглы Рзазаде (азерб. Əliabbas Hafis oğlu Rzazadə; род. 21 мая 1998, Рудакенар, Астаринский район) — азербайджанский борец вольного стиля, член национальной сборной Азербайджана, чемпион Европы 2023 года, серебряный призёр чемпионата Европы 2022 года, чемпион мира 2021 года среди борцов до 23 лет.

## Биография
Алиаббас Хафиз оглы Рзазаде родился в 1998 году селе Рудакенар Астаринского района Азербайджана. Борьбой занимается с 2007 года. С 2023 года является членом сборной Азербайджана по борьбе.
В апреле 2024 года на Европейском квалификационном турнире в Баку ему удалось завоевать лицензию для своей страны на летние Олимпийские игры 2024 в весовой категории до 57 кг.